# Palais abbatial de Gorze
Le palais abbatial de Gorze est un bâtiment situé à Gorze dans le département français de Moselle dans la région historique et culturelle de Lorraine.

## Localisation
Le palais abbatial de Gorze se trouve dans la partie haute du bourg de Gorze à proximité de l'église paroissiale Saint-Étienne (ancienne collégial et son quartier canonial).

## Histoire
L’abbaye de Gorze est fondée vers 747 par saint Chrodegang, évêque de Metz. L'abbaye sera le premier foyer de diffusion de la réforme bénédictine en Lotharingie et en Germanie vers l'an Mil. Incendiée pendant les guerres de Bourgogne, l'abbaye sera ensuite placée sous le régime de la commende. La sécularisation en 1572 aboutira à un abandon définitif des bâtiments puis à une destruction de l'abbatiale en 1582.

## Architecture
Le palais abbatial de Gorze actuel fut commandé par l’abbé Philippe Eberhard Joseph de Loewenstein-Wertheim de Bavière.
Les travaux du somptueux palais abbatial durèrent 3 années, de 1696 à 1699, sous la direction de Pierre Bourdict. L'aménagement des jardins et terrasses sont réalisés par Étienne Lastrasde.
Le style résolument baroque du palais et notamment les sculptures des escaliers, jardins sont très représentatif de l'architecture Grand Siècle peu habituelle en Lorraine.
L'aile droite abrite une chapelle privée baroque tandis de communauté de chanoines occupe la paroissiale-collégiale romano-gothique.
Une partie du palais et remis au goût du jour en 1745 à une période où le palais et régulièrement utilisé pour des fêtes organisée par des parlementaires messins.
Vendu comme bien national en 1792, le département de la Moselle en fait l'acquisition en 1811 pour y installer son dépôt de mendicité. C'est à cette période que l'aile gauche est flanquée d'un vaste bâtiment respectant les volumes des parties plus anciennes. En 1813, le palais sert d'hôpital militaire puis devient en 1816 une caserne de cavalerie.
Annexe de l'hospice Saint-Nicolas de Metz en 1828 puis hébergeant la congrégation des Filles de la Charité de Strasbourg en 1886 il devient un établissement public de santé au cours du XXe siècle, les bâtiments sont inoccupés dès les années 1970.
La porte d'entrée, les escaliers, les terrasses et les murs de soutènement décorés de fontaines sont classés au titre des monuments historiques par arrêté du 21 septembre 1932. Les parties anciennes du palais abbatial en totalité, le sol de la cour et le sol de ses jardins sont à leur tour classés par arrêté du 9 mai 2006.

Palais abbatial
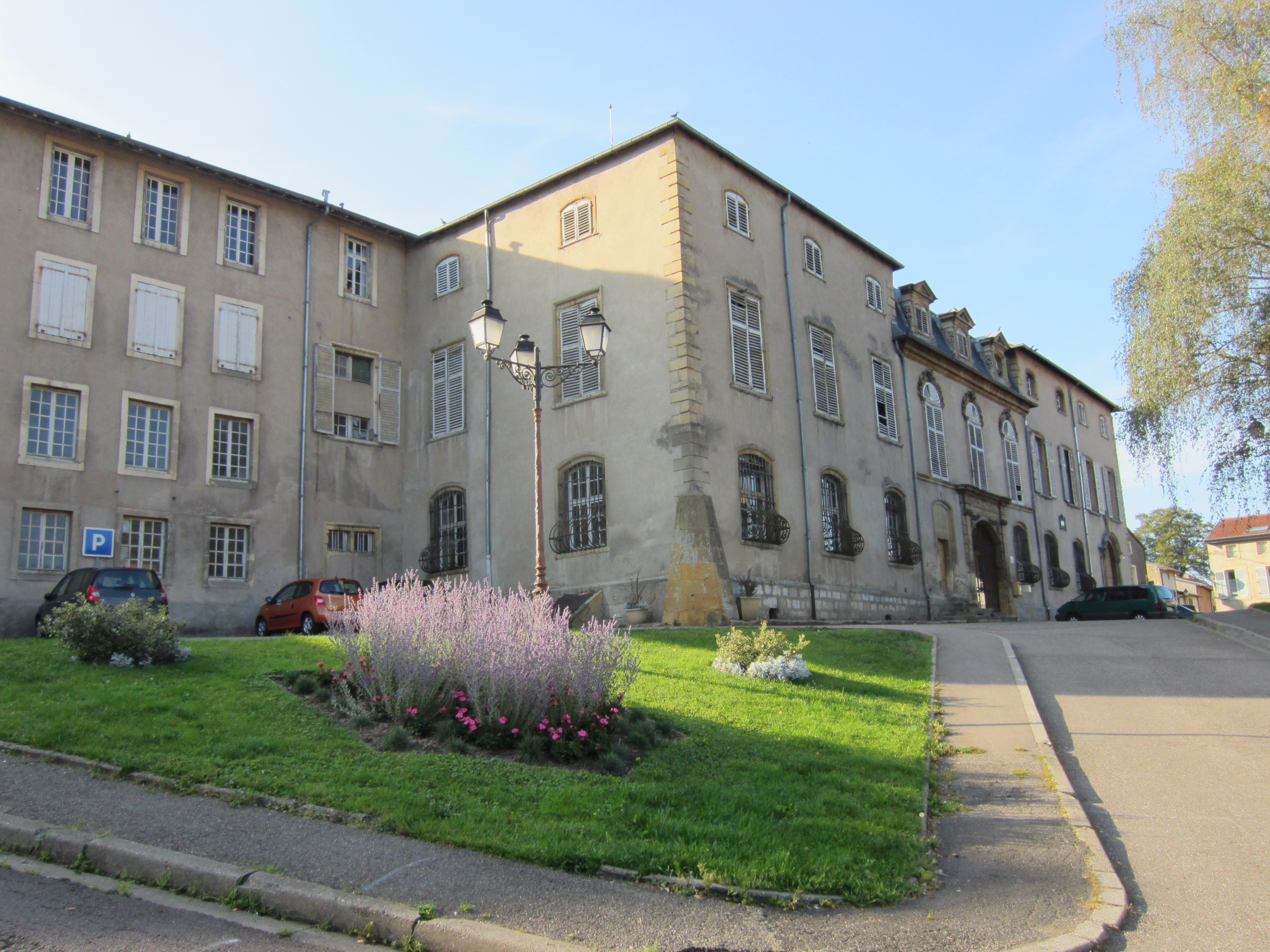
Le palais abbatial.
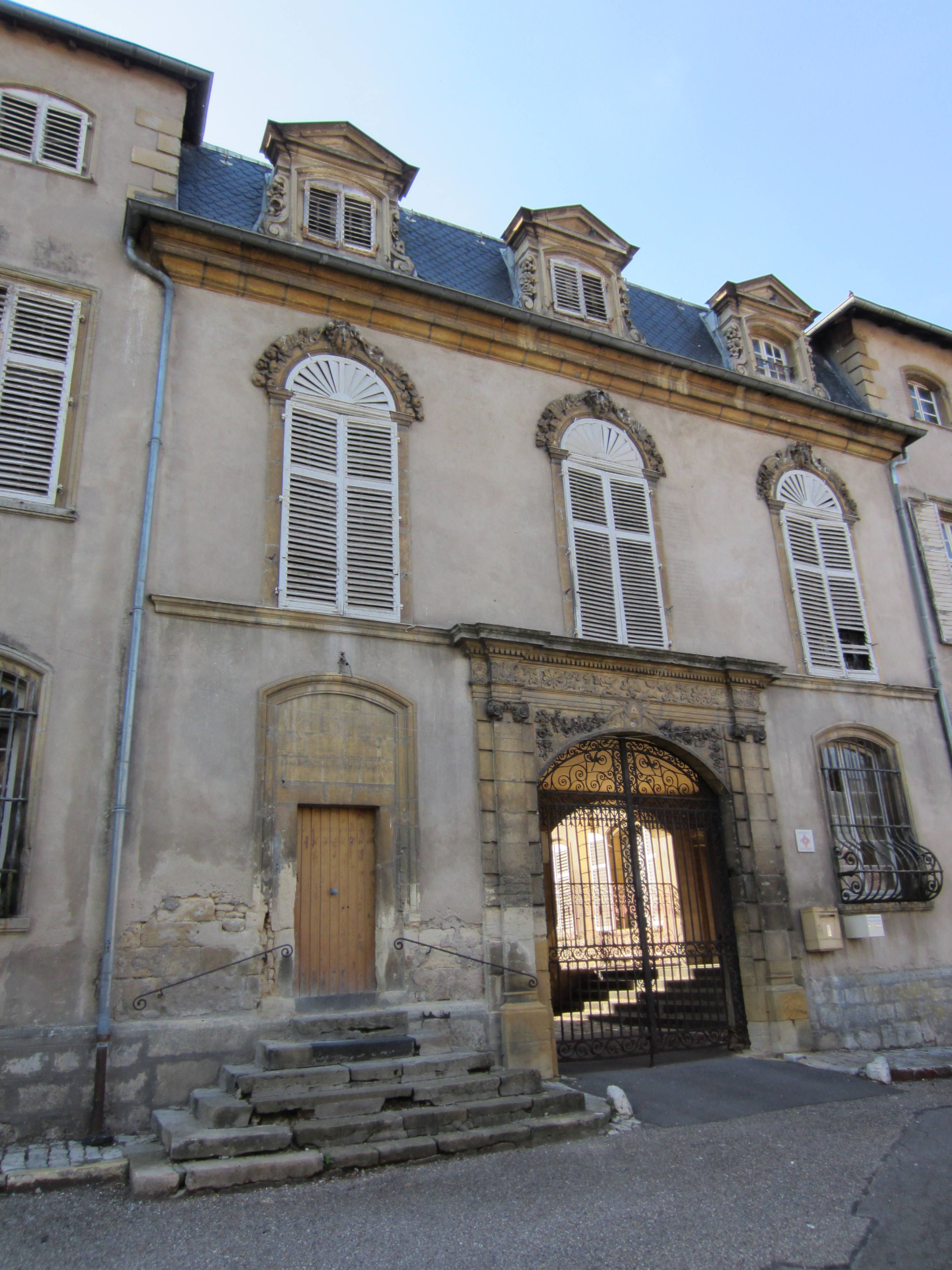
Entrée du palais abbatial.
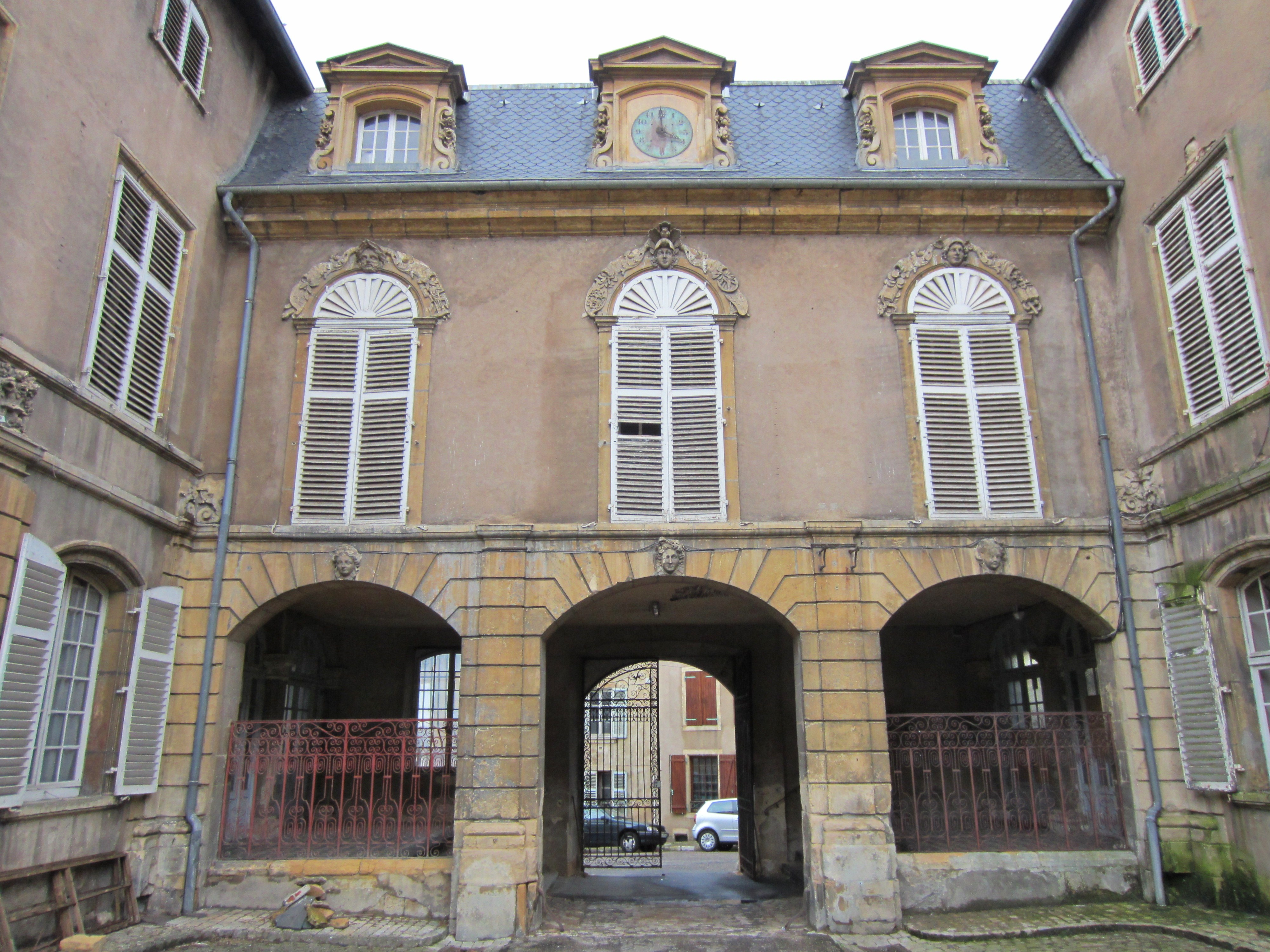
Cour intérieure.
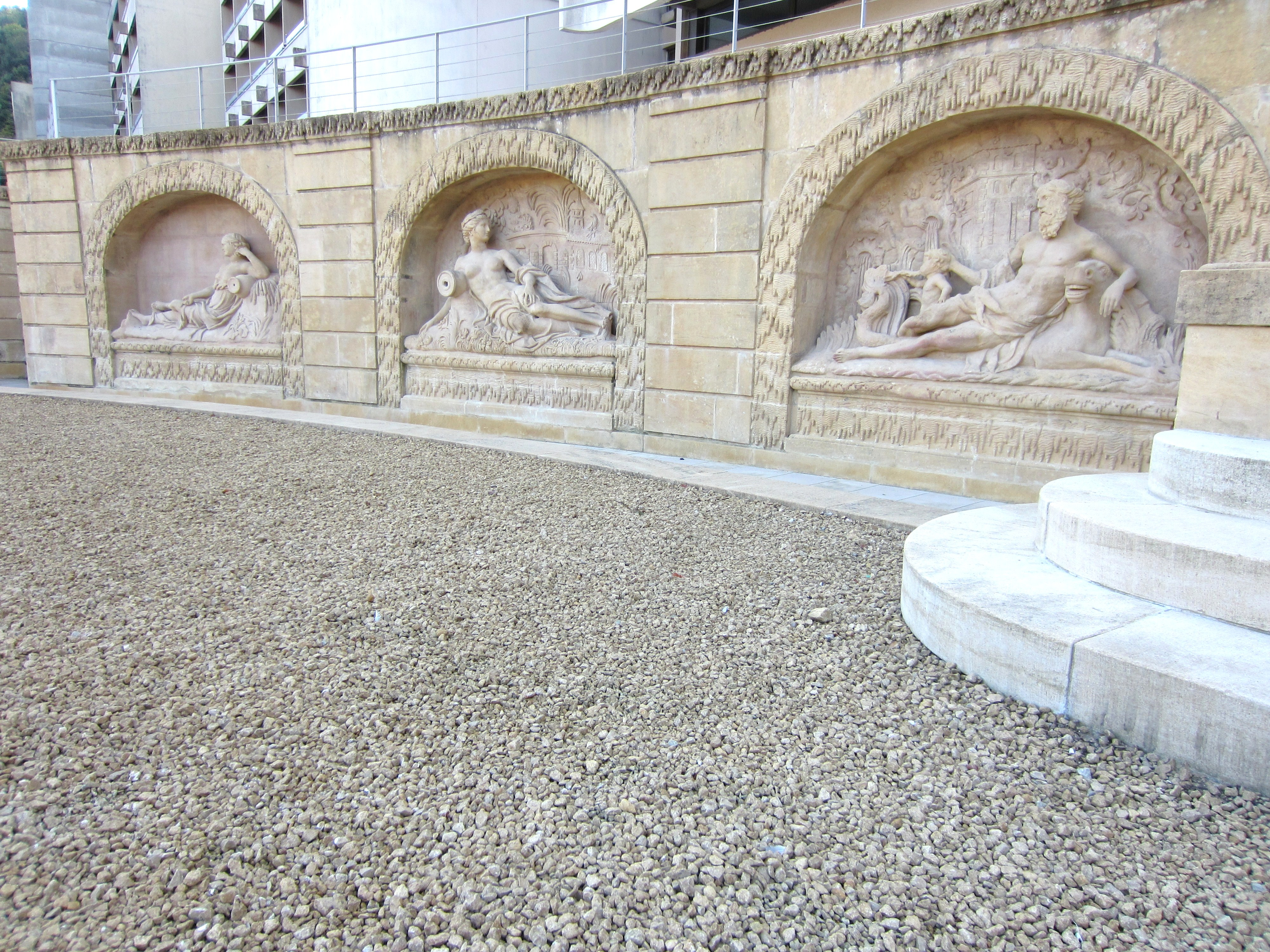
Fontaines du jardin.
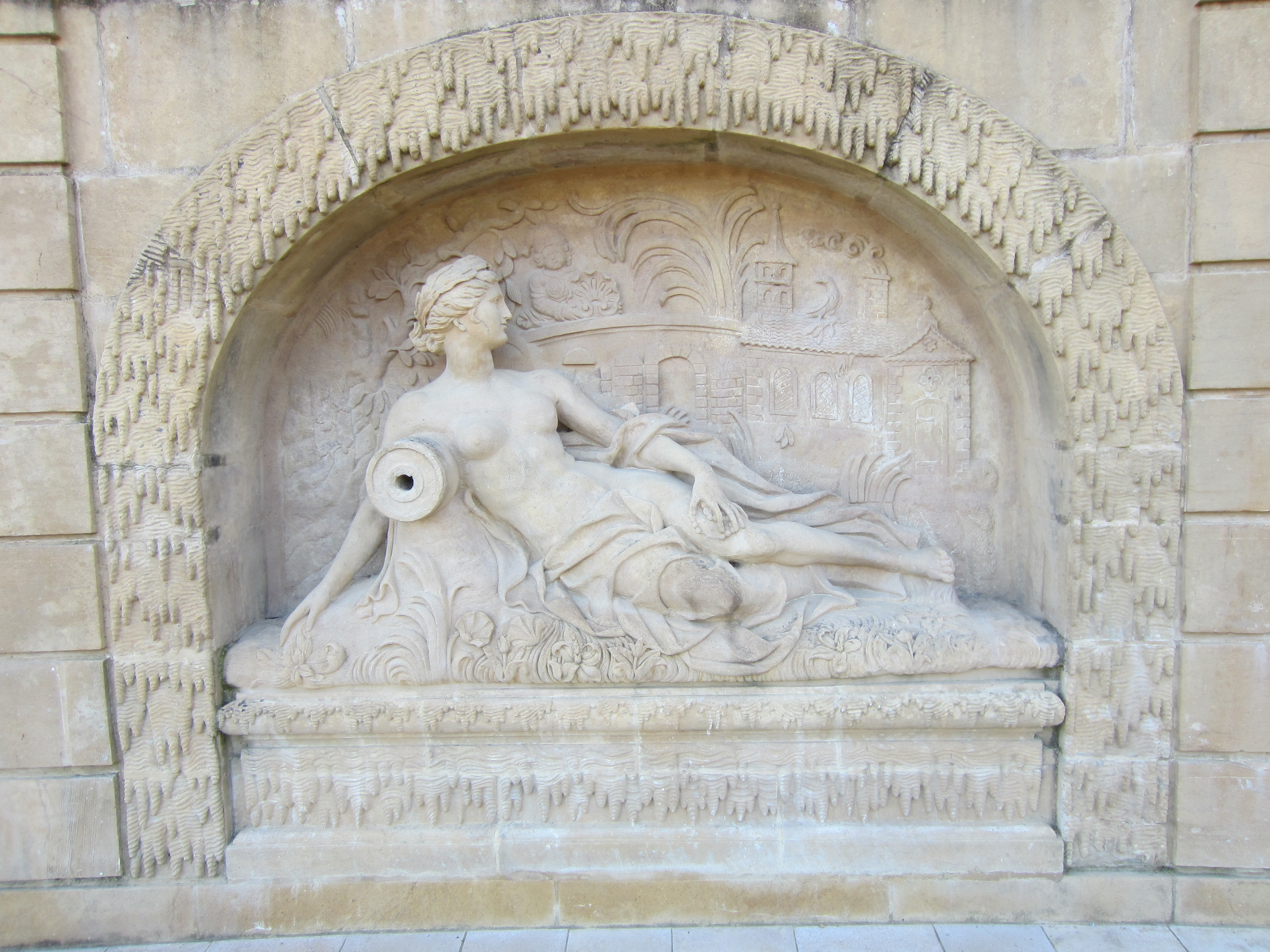
Détail d'une fontaine.